# 夜霧のマンハッタン
『夜霧のマンハッタン』（原題: Legal Eagles, 「やり手の弁護士」の意） は1987年公開のロバート・レッドフォード主演のサスペンス映画。

## ストーリー
アメリカのマンハッタンにいる少女チェルシーは、画家で父親のセバスチャン・ディアドンから絵画をプレゼントされた。絵の裏にはこの絵を贈るというサインが書かれていた。まもなく、画家は火事で亡くなり絵画も焼失した。そして約20年後、チェルシー(ダリル・ハンナ)は弁護士のローラ・ケリー(デブラ・ウィンガー)とともに、地方検事局のトム・ローガン(ロバート・レッドフォード)のもとを訪ねた。チェルシーは父親の絵を盗もうとしたとして訴えられていたが、チェルシーはその絵は父からもらったものでサインもあると話した。ローガンとケリーはサインを確かめるため、絵の所有者を訪れるが、直前に絵はヴィクター・タフト(テレンス・スタンプ)に売られていた。ローガンとケリーはタフトの画廊で絵の裏を確かめるがサインはなかった。まもなく、ケリーのアパートを刑事のキャヴァナウ(ブライアン・デネヒー)が訪れ、約20年前の火事について新事実を話した。ローガンとケリーは調査を始めるが・・・

## 出演
| 役名                   | 俳優                         | 日本語吹替   | 日本語吹替 |
| 役名                   | 俳優                         | テレビ東京版 | 機内上映版 |
| ---------------------- | ---------------------------- | ------------ | ---------- |
| トム・ローガン         | ロバート・レッドフォード     | 広川太一郎   | 野沢那智   |
| ローラ・J・ケリー      | デブラ・ウィンガー           | 戸田恵子     | 藤田淑子   |
| チェルシー・ディアドン | ダリル・ハンナ               | 平野文       | 幸田直子   |
| キャヴァナウ刑事       | ブライアン・デネヒー         | 増岡弘       | 細井重之   |
| ヴィクター・タフト     | テレンス・スタンプ           | 仁内建之     | 中庸助     |
| バウアー               | スティーヴン・ヒル           | 上田敏也     | 大宮悌二   |
| ブランチャード         | デヴィッド・クレノン         | 清川元夢     | 納谷六朗   |
| ロバート・フォレスター | ジョン・マクマーティン       | 城山知馨夫   | 嶋俊介     |
| ジェニファー・ローガン | ジェニファー・ダンダス       | 鷹森淑乃     | 深見理佳   |
| キャロル・フリーマン   | クリスティーン・バランスキー | 竹口安芸子   | 高橋ひろ子 |
| ドーキンス判事         | ロスコー・リー・ブラウン     | 朝戸鉄也     |            |
| バーバラ               | サラ・ボッツフォード         |              |            |

- テレビ東京版：初回放送1990年11月29日『木曜洋画劇場』

その他出演︰山下啓介、吉田美保、有馬瑞香、安西正弘
演出︰田島荘三、翻訳︰野地怜子、調整：近藤勝之、制作︰コスモプロモーション
- 機内上映版：ANAでの機内上映に使用。1986年11月に製作。

演出：小山悟、翻訳：入江敦子、著作：東北新社、製作：全日本空輸
※日本語吹替音声はいずれもソフト未収録

※字幕翻訳：戸田奈津子